# Christian Albrecht Jensen
 (juillet 2021).
Si vous disposez d'ouvrages ou d'articles de référence ou si vous connaissez des sites web de qualité traitant du thème abordé ici, merci de compléter l'article en donnant les références utiles à sa vérifiabilité et en les liant à la section « Notes et références ».
Christian Albrecht Jensen (26 juin 1792 - 13 juillet 1870) est un portraitiste danois de « l'âge d'or de la peinture danoise » (première moitié du XIXe siècle). Il peint plus de 400 portraits au cours de sa carrière, représentant la plupart des figures marquantes de l'époque, dont l'écrivain Hans Christian Andersen, le peintre Christoffer Wilhelm Eckersberg, le sculpteur Bertel Thorvaldsen, le physicien Hans Christian Ørsted, le mathématicien Carl Friedrich Gauss et le théologien Nikolaj Frederik Severin Grundtvig.
En dépit de son succès considérable, il est critiqué par l'historien d'art et critique Niels Laurits Høyen qui lui reproche son style "inachevé". Pourtant, c'est bien aujourd'hui la vivacité et l'authenticité de ses petits portraits qui séduisent.

## Biographie
C.A. Jensen est né à Bredstedt en Frise du Nord. De 1810 à 1816, il fréquente l'Académie royale danoise des Beaux-Arts de Copenhague où il étudie auprès de Christian August Lorentzen. De 1817 à 1818, il poursuit ses études à l'Académie des Beaux-Arts de Dresde.
En 1818, il se rend à Rome en passant par Vienne, Venise, Bologne et Florence. A son arrivée, il rejoint la colonie des artistes dano-allemands qui habitent la ville à l'époque et y rencontre également le sculpteur Bertel Thorvaldsen.
Au cours de ses années à Rome, Jensen peint des petits portraits informels de plusieurs de ses collègues artistes, dont l'écrivain Bernhard Severin Ingemann lorsque celui-ci visite Rome de 1818 à 1819, et le sculpteur Hermann Ernst Freund, le plus proche associé de Thorvaldsen de 1818 à 1828.
Après avoir quitté Rome, il tente en vain de s'établir comme portraitiste à Hambourg.
De retour à Copenhague pendant l'hiver 1822-1823, il y retrouve une mode dominée par le style sobre et néoclassique de Christoffer Wilhelm Eckersberg. Les portraits plus vifs de Jensen gagnent cependant immédiatement une grande popularité. Il peint ainsi un grand nombre de membres éminents de la société danoise. Il est néanmoins boudé par l'Académie lorsqu'une chaire de professeur devient vacante après la mort de Christian August Lorentzen en 1828.
Après 1830, son succès est sur le déclin, ce qui l'oblige à peindre pour les collections historiques du château de Frederiksborg, à la fois des copies de tableaux plus anciens et des originaux.
À partir de 1837, il reçoit des commandes d'autres pays. L'Observatoire de Pulkovo, après avoir ouvert ses portes près de Saint-Pétersbourg, lui commande notamment onze portraits de scientifiques internationaux de premier plan. Dans cette série, son excellent portrait de Carl Friedrich Gauss reste le portrait le plus célèbre de l'éminent mathématicien. Parmi ses autres portraits célèbres, on peut aussi citer celui de l'astronome Wilhelm von Struve .
Eu égard à ses opinions politiques jugées trop germanophiles au Danemark de l'époque, et à la critique continue de Høyen, il arrête de peindre. Ses deux dernières œuvres, les portraits d'Andreas Christian Krog (1854) et du théologien Andreas Gottlob Rudelbach, sont considérés comme certains de ses meilleurs. Il y a dans ses portraits souvent une vie et immédiateté qui peut rappeler les œuvres d'un Francisco Goya par exemple.
Les dernières années  de sa vie, C.A. Jensen est réduit à travailler comme assistant à la Collection royale de gravures et comme conservateur, complétant ses revenus en vendant des peintures de sa grande collection d'art.